# Sablan, Benguet
Sablan là đô thị hạng 5 ở tỉnh Benguet, Philippines. Theo điều tra dân số năm 2000, đô thị này có dân số 9,652 người trong 1.873 hộ.

## Các đơn vị hành chính
Sablan về mặt hành chính được chia thành 8 khu phố (barangay).
- Bagong
- Balluay
- Banangan
- Banengbeng
- Bayabas
- Kamog
- Pappa
- Poblacion